# Lucía Yépez Guzmán
Lucía Yamileth Yépez Guzmán (18 febbraio 2001) è una lottatrice ecuadoriana. Ha rappresentato la  Ecuador a Giochi olimpici estivi di Tokyo 2021, dove si è classificata ottava nel torneo dei 50 kg. Ai mondiali U23 di Belgrado 2021 ha guadagnato l'oro nei 53 kg.

## Palmarès
- Mondiali U23

Belgrado 2021: oro nei 53 kg;